# Natuurpark Fuentes del Narcea, Degaña e Ibias
Het Natuurpark Fuentes del Narcea, Degaña e Ibias (Spaans: Parque natural de las Fuentes del Narcea, Degaña e Ibias, Asturisch: Parque Natural de les Fontes del Narcea, Degaña ya Ibias) is een natuurpark in Asturië in Spanje. Het natuurpark werd opgericht in 2002 en is 47589 hectare groot. Het natuurpark omvat bergen in het Cantabrisch gebergte met beuken- en eikenbossen; in het park ligt biosfeerreservaat (en strikt natuurreservaat) Muniellos. 